# Ủy ban Đồi Capitol (Quốc hội Hoa Kỳ)
Ủy ban Đồi Capitol Hoa Kỳ (tiếng Anh: United States Capitol Hill Committee, thường được gọi tắt là Ủy ban Đồi, tiếng Anh: Hill Committee) là tên gọi chung của các ủy ban chính trị hoạt động để vận động gây quỹ, với nhiệm vụ giúp các thành viên của đảng mình được vào Quốc hội Hoa Kỳ ("Hill" dùng để chỉ Đồi Capitol, nơi đặt trụ sở của Quốc hội, Điện Capitol). Bốn ủy ban chính gồm các Ủy ban từ các đảng Dân chủ và Cộng hòa và mỗi ủy ban đều hoạt động để vận động giúp các thành viên của đảng mình được bầu vào từng viện (Hạ viện và Thượng viện).

## Danh sách Ủy ban
| Đảng lớn      | Đảng lớn                                  | Đảng lớn                              |
| Đảng phái     | Thượng viện                               | Hạ viện                               |
| ------------- | ----------------------------------------- | ------------------------------------- |
| Đảng Dân chủ  | Ủy ban Vận động Đảng Dân chủ Thượng viện  | Ủy ban Vận động Đảng Dân chủ Hạ viện  |
| Đảng Cộng hòa | Ủy ban Quốc gia Đảng Cộng hòa Thượng viện | Ủy ban Quốc gia Đảng Cộng hòa Hạ viện |
| Đảng thứ ba   |                                           |                                       |
| Đảng Tự do    | Ủy ban Vận động Đảng Tự do Thượng viện    | Ủy ban Vận động Đảng Tự do Hạ viện    |
| Đảng Xanh     | Ủy ban Vận động Đảng Xanh Thượng viện     | không có Ủy ban tương ứng             |

Mỗi ủy ban làm việc để vận động và hỗ trợ cho các ứng cử viên trong các cuộc bầu cử diễn ra khắp Hoa Kỳ. Các ủy ban đóng góp trực tiếp vào các quỹ chiến dịch của ứng cử viên, đồng thời chia sẻ kiến thức chuyên môn, cung cấp các dịch vụ liên quan đến chiến dịch và thực hiện các khoản chi tiêu độc lập. Họ gây quỹ ở khắp đất nước từ các nhà tài trợ mà trọng tâm là Nghị sĩ Quốc hội, thay vì các chiến dịch cá nhân để gây quỹ.
Chủ tịch Ủy ban Đồi của các đảng lớn là những đương nhiệm của mỗi cơ quan được lựa chọn trong mỗi chu kỳ bầu cử bởi ban lãnh đạo của cuộc họp kín của họ. Thông thường, họ là những người gây quỹ đã được chứng minh tầm ảnh hưởng của mình, những người không phải đối mặt với các chiến dịch tái tranh cử mang tính cạnh tranh. Các ủy ban được điều hành hàng ngày bởi đội ngũ nhân viên chuyên nghiệp có kinh nghiệm trong nhiều chiến dịch khác nhau.